# U-Bahnhof Bochum Rathaus
Der U-Bahnhof Bochum Rathaus ist einer der Kreuzungsbahnhöfe der Stadtbahn Bochum. In ihm sind die hier im Tunnel verlaufende U-Bahn-Linie 35, die an dieser Stelle ebenfalls in einem Tunnel verlaufende Strecke III (Straßenbahnlinien 302, 305 und 310) und die oberirdische Strecke IV verknüpft, die auf dem Abschnitt BO Hbf–Rathaus von den Straßenbahnlinien 306 und 316 befahren wird. Diese Linien werden, wie auch der übrige öffentliche Nahverkehr in Bochum, von den Bochum-Gelsenkirchener Straßenbahnen AG (Bogestra) betrieben. Des Weiteren besteht Anschluss an viele Buslinien.
Der Bahnhof besteht aus drei Teilbereichen; der Bahnhof der U 35 trägt den Zusatz Nord, der der Linien 302 und 310 Süd. Der U-35-Bahnhof wurde am 2. September 1989 eröffnet, am 27. Januar 2006 kamen die Stationen der 302, 306 und 310 hinzu.

## Lage und Aufbau
Die Station Bochum Rathaus, zentral in der Bochumer Innenstadt gelegen, ist als ein komplexes Arrangement von drei einzelnen Anlagen gestaltet worden, welche in einem rechtwinkligen Dreieck angeordnet sind. Die Station der U 35 mit dem Zusatz Nord ist dabei die älteste und erstreckt sich von der Hans-Böckler-Straße bis zur Bongardstraße. Dort hat dieser Bahnhof eine gemeinsame Verknüpfungsebene mit der Station der 302 und 310 (Süd) und gleichzeitig mit den Tiefgeschossen zweier Einkaufszentren. Bochum Rathaus Süd verläuft entlang der Bongardstraße und des Willy-Brandt-Platzes. Er wurde erst im Januar 2006 eröffnet, hat aber mit dem Renault Traffic Award 2006 (Sonderpreis der Kommunen) bereits eine Architektur-Auszeichnung erhalten. Neben der ungewöhnlichen Faltwerkdecke, den Lichtschächten und den verglasten und beleuchteten Wänden ist hier vor allem eine unterirdische Brücke von Bedeutung, auf der die Linie 306 den Bahnhof überquert und unmittelbar nördlich dieser Brücke in Rampenlage, aber an der Oberfläche, am dritten Bahnhof hält.

## Anbindung
Der Bahnhof wird durch die folgenden Linien bedient: U 35, 302, 305, 306, 310 und 316.
| Linie | Richtungen | Takt (Mo–Fr)                                                  |
| ----- | --- | ------------------------------------------------------------- |
|       | U Herne, Schloß Strünkede1 – U Herne Bf – U Herne Mitte – U Archäologie-Museum/Kreuzkirche – U Hölkeskampring – U Herne, Berninghausstraße – U Bochum, Rensingstraße – U Riemke Markt2 – U Zeche Constantin – U Feldsieper Straße – U Deutsches Bergbau-Museum – U Bochum Rathaus (Nord) – U Bochum Hbf – U Oskar-Hoffmann-Straße – U Waldring – Wasserstraße – Brenscheder Straße – Markstraße – Gesundheitscampus – Ruhr-Universität – Lennershof BO – Bochum Hustadt (TQ)3 Die Linie U 35 heißt auch „CampusLinie“ | 10 min (1–2) 05 min (2–3)                                     |
| 302   | Gelsenkirchen-Buer Rathaus – Gelsenkirchen, Veltins-Arena – Gelsenkirchen-Schalke – Musiktheater – U Heinrich-König-Platz – U Gelsenkirchen Hbf – Gelsenkirchen-Ückendorf – Bochum-Wattenscheid, August-Bebel-Platz – Stahlhausen Wattenscheider Str. – U Bochumer Verein/Jahrhunderthalle – U Rathaus (Süd) – U Bochum Hbf – U Lohring – Altenbochum Kirche – Bochum-Laer Mitte – (Mark 51° 7 – Langendreer Markt – Langendreer ) / O-Werk                                                                           | 7/8 min (Buer–Laer) 15 min (Laer–Langendreer und Laer–O-Werk) |
| 305   | Bochum-Wattenscheid Höntrop Kirche – Stahlhausen Wattenscheider Str. – U Bochumer Verein/Jahrhunderthalle – U Rathaus (Süd) – U Bochum Hbf – U Lohring – Altenbochum Kirche – Bochum-Laer Mitte – Mark 51° 7 – Langendreer Markt – Langendreer | 30 min                                                        |
| 306   | Wanne-Eickel Hbf – Eickel Kirche – Eickel Auf der Wenge – Bochum-Hofstede – Bochum-Hamme Amtsstr. – Bochum Rathaus – U Bochum Hbf | 15 min                                                        |
| 310   | Bochum-Wattenscheid Höntrop Kirche – Stahlhausen Wattenscheider Str. – U Bochumer Verein/Jahrhunderthalle – U Rathaus (Süd) – U Bochum Hbf – U Lohring – Altenbochum Kirche – Bochum-Laer Mitte – Mark 51° 7 – Langendreer Markt – Witten, Crengeldanz – Witten, Marienhospital – Witten Rathaus –Witten, Bahnhofstraße – Witten, Heven Dorf | 30 min                                                        |
| 316   | Wanne-Eickel Hbf – Eickel Kirche – Eickel Auf der Wenge – Bochum-Hofstede – Hamme Amtsstr. – Bochum Rathaus – U Bochum Hbf – U Planetarium – Vonovia Ruhrstadion – Harpen – Gerthe Heinrichstr. | 15 min (zur HVZ)                                              |

Es besteht Anschluss an die Buslinien 336, 339, 345, 353, 355, 365 und 368. Im Nachtverkehr wird die Haltestelle von den Linien NE1 und NE6 bedient.
| Linie | Verlauf | Takt (Mo–Fr)                                                         |
| ----- | --- | -------------------------------------------------------------------- |
| 336   | Dortmund-Lütgendortmund – Brücke Ruhr-Park – Bochum-Harpen – Bochum-Grumme – Planetarium – Bochum Rathaus – Bochum Hbf | 30 min                                                               |
| 339   | Ruhr-Universität – BO-Querenburg – Markstr. – Wiemelhausen – Lohring – Bochum Hbf – Bochum Rathaus – Planetarium – Grumme – Harpen – Ruhr-Park | 30 min                                                               |
| 345   | Bochum-Dahlhausen – Dahlhausen Im Berge – Oberdahlhausen – Eppendorf Mitte – Stahlhausen Wattenscheider Str. – Bochumer Verein/Jahrhunderthalle – Bochum West Bf – Bochum Rathaus – Bochum Hbf – Oskar-Hoffmann-Str. – Wasserstr. – Altenbochum Kirche – Laer Mitte – Bochum-Werne – Bochum-Langendreer West – Langendreer Amt – Knappschaftskrankenhaus     | 30 min                                                               |
| 353   | Castrop Münsterplatz – Bochum-Gerthe – Hiltrop – Grumme – Bochum Rathaus – Bochum Hbf – Oskar-Hoffmann-Str. – Schauspielhaus – Wiemelhausen – Weitmar | 30 min (Castrop–Gerthe) 15 min (Gerthe–Weitmar)                      |
| 355   | Bochum-Dahlhausen – Dahlhausen Im Berge – Oberdahlhausen – Eppendorf Mitte – Bärendorf – Bergmannsheil – Bochum-Ehrenfeld – Bochumer Verein/Jahrhunderthalle – Bochum West Bf – Bochum Rathaus – Bochum Hbf – Lohring – Laer Mitte – Bochum-Werne – Bochum-Langendreer West – Langendreer Amt – Knappschaftskrankenhaus – Sportplatz Papenholz               | 30 min                                                               |
| 365   | Bochum Hbf – Bochum Rathaus – Schauspielhaus – Bergmannsheil – Werk Eickhoff – Bärendorf – Weitmar Mitte – Munscheid – Eppendorf In der Mark – WAT-Höntrop – Höntrop Kirche – Wattenscheid Bf – Wattenscheid August-Bebel-Platz (← Leithe) – Wattenscheid, Ottostr.                                                                                          | 30 min                                                               |
| 368   | Wanne-Eickel Hbf − Eickeler Bruch – Röhlinghausen – Bochum-Hordel – Hamme – BO Präsident Bf – Bochum Rathaus – Bochum Hbf – Lohring – Altenbochum – Kornharpen – Ruhr-Park/UCI | 15/30 min (Ruhr Park/Bochum Hbf–Hordel) 30 min (Hordel–Wanne-Eickel) |
| NE1   | Bochum Hbf → Bochum Rathaus → Bochum West Bf → Bochum-Ehrenfeld → Bochum-Wattenscheid-Mitte, August-Bebel-Platz → Bochum-Hordel → Bochum-Hamme Amtsstr. → Feldsieper Str. → Bochum-Grumme, Vierhausstraße → Bochum Hbf | 60 min                                                               |
| NE 6  | Bochum Hbf → Bochum Rathaus → Bochum West Bf → Ehrenfeld → Höntrop Kirche → Wattenscheid Bf → Bochum-Wattenscheid August-Bebel-Platz → Westenfeld → Bochum-Eiberg Zilleweg → Höntrop Gerdes Feld → Wattenscheid-Höntrop → Höntrop Kirche → Ehrenfeld → Bochum West Bf → Bochum Rathaus → Bochum Hbf In der Nacht zum Samstag, zum Sonntag und vor Feiertagen | 60 min                                                               |

## Aufbau

### Strecke II

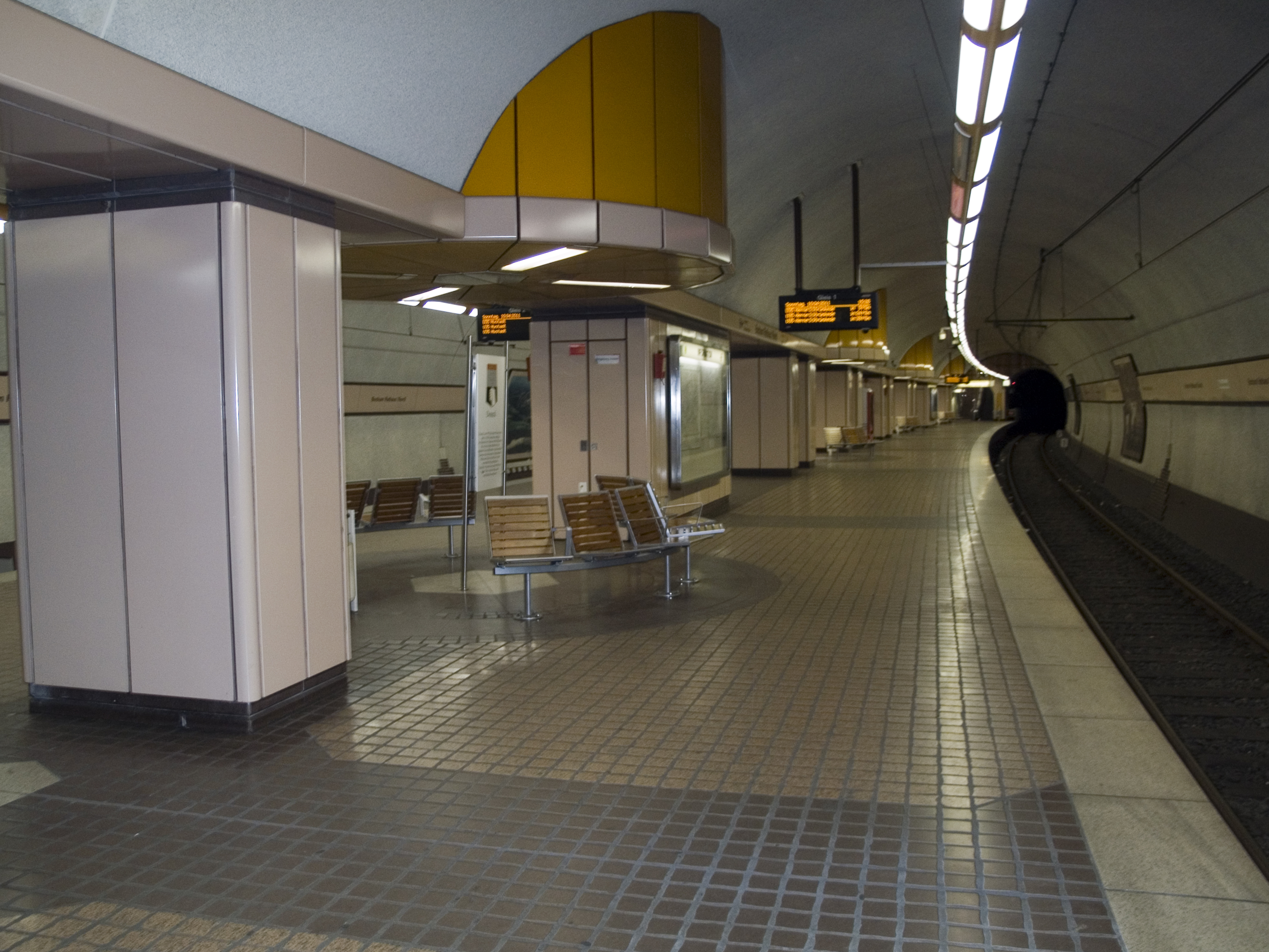
U-Bahnhof der normalspurigen Linie U 35

Die normalspurige Nord-Süd-Verbindung (U 35) von Herne Schloss Strünkede bis Bochum Ruhr-Universität wurde zwischen Herne und Bochum Hauptbahnhof im September 1993 eröffnet und mit diesem Abschnitt auch ihr U-Bahnhof Bochum Rathaus. Der U-Bahnhof ist über einen Aufzug barrierefrei erreichbar. Er besitzt einen Mittelbahnsteig.

### Strecke III

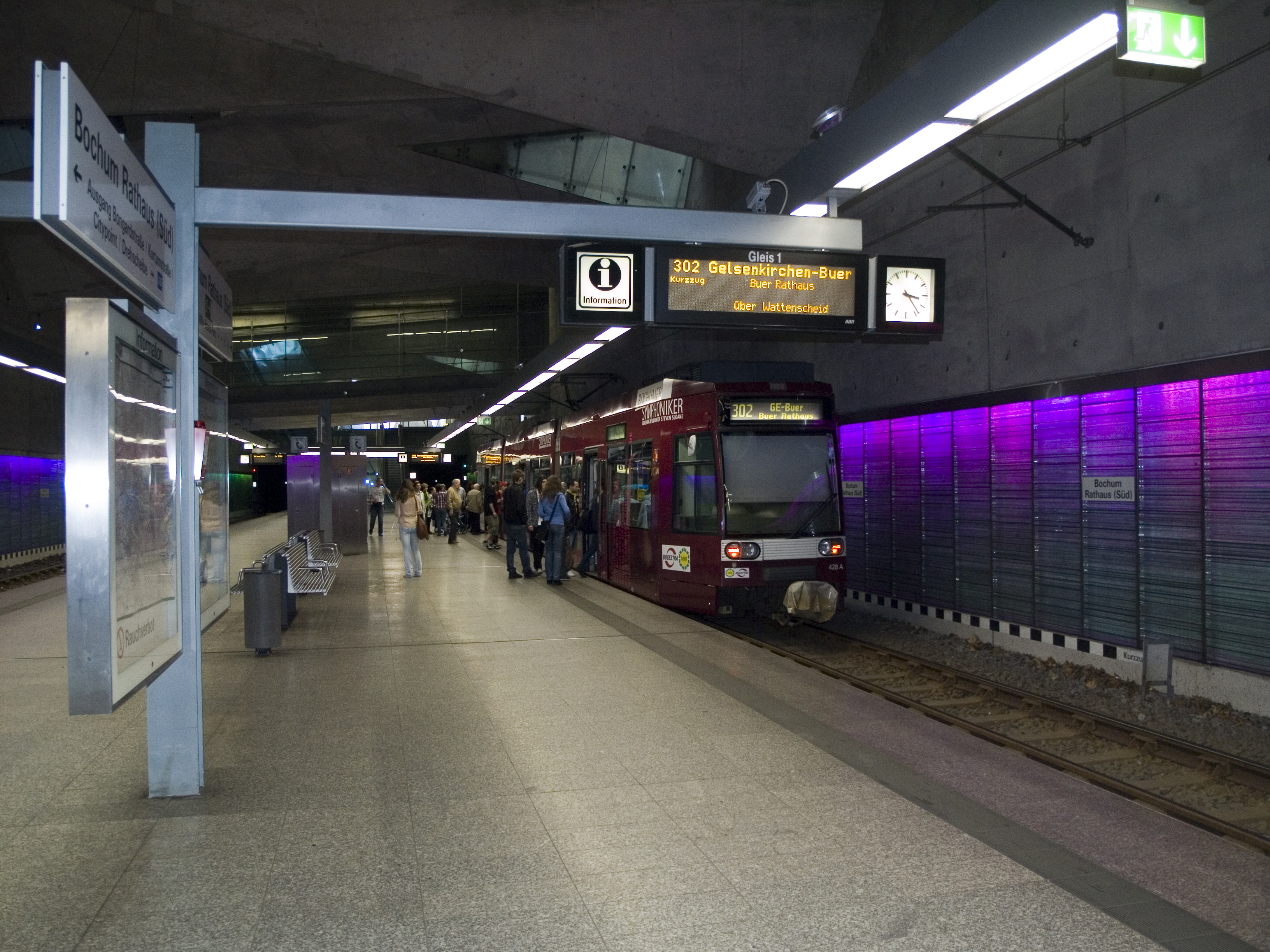
U-Bahnhof der meterspurigen Linien 302 und 310 mit Zug auf der Linie 302 in Richtung Gelsenkirchen-Buer

Die Strecke III wird von den Linien 302, 305 und 310 befahren. Der Bahnhof dieser Strecke ist über Aufzüge barrierefrei erreichbar, besitzt einen Mittelbahnsteig und trägt den Namenszusatz Süd.

### Strecke IV

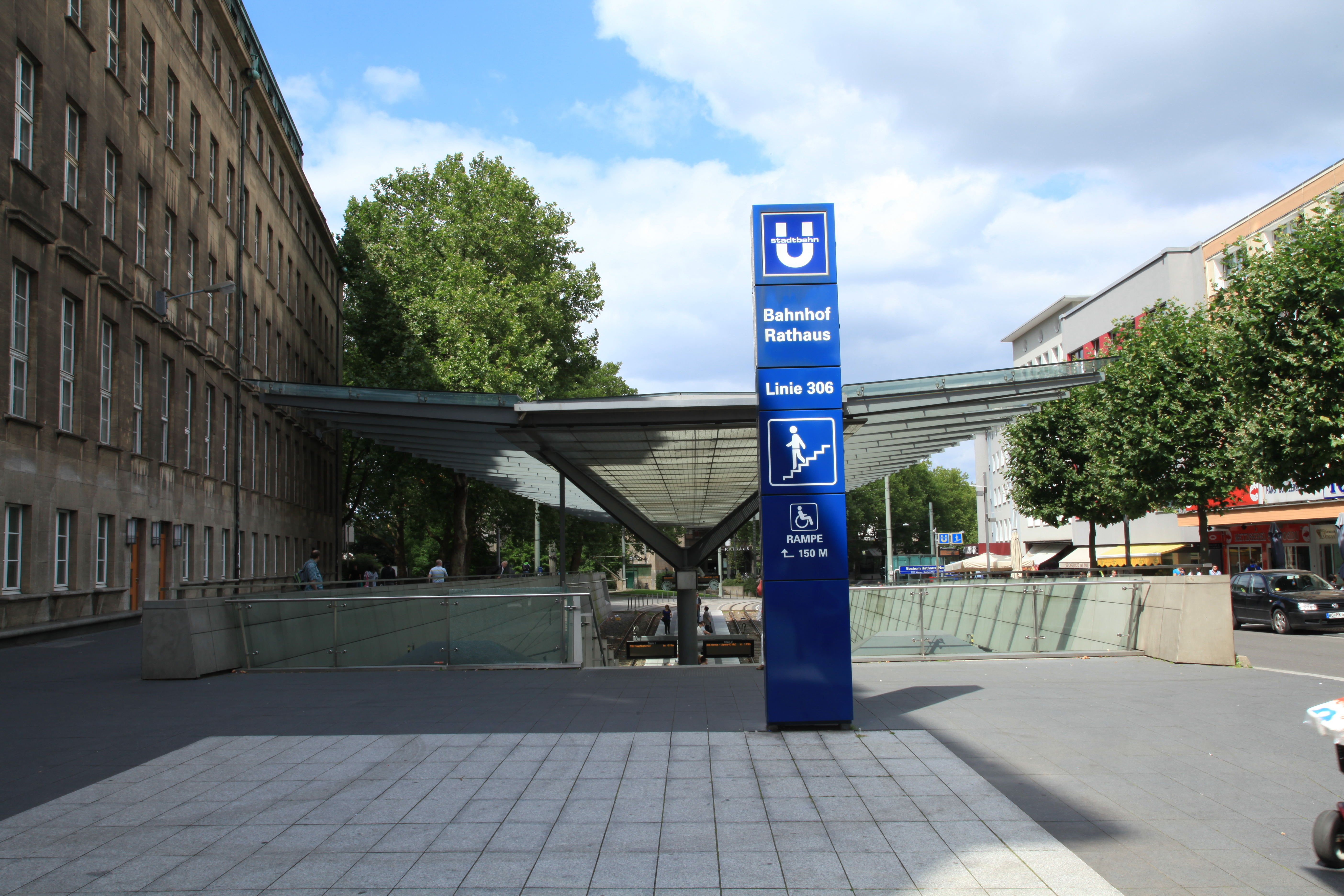
Eingang zum Bahnsteig der Linie 306

Südlich der Station Rathaus beginnt der Tunnelabschnitt der Strecke IV zum Hauptbahnhof, die Bahnsteige befinden sich in einem Trogbauwerk. Sie wird von der Linie 306 und 316 befahren. Südwestlich der Station liegt eine unterirdische Verbindungskurve zur Strecke III, die nur für betriebliche Zwecke genutzt wird.

## Philatelie
Am 2. Januar 2025 wurde eine Sonderbriefmarke zu 1,10 € mit dem Motiv Bochum Rathaus Süd (Entwurf Chayenn Gutowski, Bonn) der Briefmarkenserie U-Bahn-Stationen in Deutschland herausgegeben.